# Ferdinand von Lobkowitz
Il Principe Maria Ferdinand Georg August Melchior von Lobkowitz (Berschkowitz, 26 giugno 1850 – Milano, 22 aprile 1926) è stato un politico austro-ungarico.

## Biografia
Ferdinand era il figlio del generale Joseph Franz Karl von Lobkowitz (1803-1875) e di Maria Sidonia, anch'essa una principessa Lobkowitz. Suo nonno paterno era Joseph Franz Maximilian von Lobkowitz, noto mecenate di Ludwig van Beethoven. Nel 1883 sposò a Vienna la contessa Ida Podstatzky-Liechtenstein (1865-1919), da cui ebbe sei figli.
Ottenne la maturità nel 1868 presso un ginnasio di Praga e successivamente studiò diritto e agronomia. Grazie alla notevole influenza che la famiglia esercitava in Boemia, Lobkowitz poté dedicarsi alla politica militando tra i conservatori: tra il 1882 e il 1884 fu deputato al parlamento imperiale e tra il 1892 e il 1918 sedette alla camera dei signori d'Austria, l'equivalente della camera dei lord per l'impero austro-ungarico; inoltre, dal 1883 fino alla caduta dell'impero, Lobkowitz fu deputato al parlamento provinciale di Boemia.
Il 28 agosto 1908, dopo la morte di un lontano parente, Georg Christian Franz von Lobkowitz, divenne Oberstlandmarschall del regno di Boemia, una carica equivalente a quella di viceré. Nel 1913 fu decorato con l'ordine del Toson d'oro. Dopo la caduta dell'impero, si ritirò a vita privata.

## Ascendenza
|                                          |                                |                                             | Genitori                                               |  |  | Nonni |  |  | Bisnonni                           |  |  | Trisnonni                         |  |
|                                          |                                |                                             |                                                        |  |  |       |  |  | 8. Ferdinand Philipp von Lobkowicz |  |  | 16. Philipp Hyazint von Lobkowicz |  |
|                                          |                                |                                             |                                                        |  |  |       |  |  | 8. Ferdinand Philipp von Lobkowicz |  |  | 16. Philipp Hyazint von Lobkowicz |  |
|                                          |                                | 17. Anna Maria Wilhelmine von Althann       |                                                        |  |  |       |  |  | 8. Ferdinand Philipp von Lobkowicz |  |  |                                   |  |
| 4. Joseph Franz Maximilian von Lobkowicz |                                |                                             |                                                        |  |  |       |  |  | 8. Ferdinand Philipp von Lobkowicz |  |  |                                   |  |
|                                          |                                | 9. Gabriella di Savoia-Carignano            | 18. Luigi Vittorio di Savoia-Carignano                 |  |  |       |  |  |                                    |  |  |                                   |  |
|                                          |                                | 9. Gabriella di Savoia-Carignano            | 18. Luigi Vittorio di Savoia-Carignano                 |  |  |       |  |  |                                    |  |  |                                   |  |
|                                          |                                | 9. Gabriella di Savoia-Carignano            | 19. Christine Henriette von Hessen-Rheinfels-Rotenburg |  |  |       |  |  |                                    |  |  |                                   |  |
| 2. Joseph Franz Karl von Lobkowitz       |                                | 9. Gabriella di Savoia-Carignano            |                                                        |  |  |       |  |  |                                    |  |  |                                   |  |
|                                          |                                | 10. Johann I Nepomuk zu Schwarzenberg       | 20. Joseph I zu Schwarzenberg                          |  |  |       |  |  |                                    |  |  |                                   |  |
|                                          |                                | 10. Johann I Nepomuk zu Schwarzenberg       | 20. Joseph I zu Schwarzenberg                          |  |  |       |  |  |                                    |  |  |                                   |  |
|                                          |                                | 10. Johann I Nepomuk zu Schwarzenberg       | 21. Maria Theresia von Liechtenstein                   |  |  |       |  |  |                                    |  |  |                                   |  |
| 5. Maria Karoline zu Schwarzenberg       |                                | 10. Johann I Nepomuk zu Schwarzenberg       |                                                        |  |  |       |  |  |                                    |  |  |                                   |  |
|                                          |                                | 11. Marie Eleonore zu Oettingen-Wallerstein | 22. Philipp Carl Dominicus von Oettingen-Wallerstein   |  |  |       |  |  |                                    |  |  |                                   |  |
|                                          |                                | 11. Marie Eleonore zu Oettingen-Wallerstein | 22. Philipp Carl Dominicus von Oettingen-Wallerstein   |  |  |       |  |  |                                    |  |  |                                   |  |
|                                          |                                | 11. Marie Eleonore zu Oettingen-Wallerstein | 23. Charlotte Juliane von Oettingen-Baldern            |  |  |       |  |  |                                    |  |  |                                   |  |
| 1. Ferdinand von Lobkowitz               |                                | 11. Marie Eleonore zu Oettingen-Wallerstein |                                                        |  |  |       |  |  |                                    |  |  |                                   |  |
|                                          | 12. Anton Isidor von Lobkowicz | 24. August Anton Joseph von Lobkowitz       |                                                        |  |  |       |  |  |                                    |  |  |                                   |  |
|                                          | 12. Anton Isidor von Lobkowicz | 24. August Anton Joseph von Lobkowitz       |                                                        |  |  |       |  |  |                                    |  |  |                                   |  |
|                                          | 12. Anton Isidor von Lobkowicz | 25. Ludmila Josefa Czernin von Chudenic     |                                                        |  |  |       |  |  |                                    |  |  |                                   |  |
| 6. August Longin von Lobkowicz           | 12. Anton Isidor von Lobkowicz |                                             |                                                        |  |  |       |  |  |                                    |  |  |                                   |  |
|                                          |                                | 13. Maria Sidonia Kinská z Vchynic a Tetova | 26. Joseph Kinsky von Wchinitz und Tettau              |  |  |       |  |  |                                    |  |  |                                   |  |
|                                          |                                | 13. Maria Sidonia Kinská z Vchynic a Tetova | 26. Joseph Kinsky von Wchinitz und Tettau              |  |  |       |  |  |                                    |  |  |                                   |  |
|                                          |                                | 13. Maria Sidonia Kinská z Vchynic a Tetova | 27. Rosa von Harrach                                   |  |  |       |  |  |                                    |  |  |                                   |  |
| 3. Maria Sidonia von Lobkowitz           |                                | 13. Maria Sidonia Kinská z Vchynic a Tetova |                                                        |  |  |       |  |  |                                    |  |  |                                   |  |
|                                          |                                | 14. Joseph II zu Schwarzenberg              | 28. Johann I Nepomuk zu Schwarzenberg (= 10)           |  |  |       |  |  |                                    |  |  |                                   |  |
|                                          |                                | 14. Joseph II zu Schwarzenberg              | 28. Johann I Nepomuk zu Schwarzenberg (= 10)           |  |  |       |  |  |                                    |  |  |                                   |  |
|                                          |                                | 14. Joseph II zu Schwarzenberg              | 29. Marie Eleonore zu Oettingen-Wallerstein (= 11)     |  |  |       |  |  |                                    |  |  |                                   |  |
| 7. Bertha zu Schwarzenberg               |                                | 14. Joseph II zu Schwarzenberg              |                                                        |  |  |       |  |  |                                    |  |  |                                   |  |
|                                          |                                | 15. Pauline d'Arenberg                      | 30. Louis-Engelbert d'Arenberg                         |  |  |       |  |  |                                    |  |  |                                   |  |
|                                          |                                | 15. Pauline d'Arenberg                      | 30. Louis-Engelbert d'Arenberg                         |  |  |       |  |  |                                    |  |  |                                   |  |
|                                          |                                | 15. Pauline d'Arenberg                      | 31. Louise Antoinette de Brancas-Villars               |  |  |       |  |  |                                    |  |  |                                   |  |
|                                          |                                | 15. Pauline d'Arenberg                      |                                                        |  |  |       |  |  |                                    |  |  |                                   |  |